# 于宗林
于宗林（？—），男，中华人民共和国政治人物，曾任国防科学技术工业委员会副主任，第十届全国政协委员。